# Liste des monuments historiques de Chartres

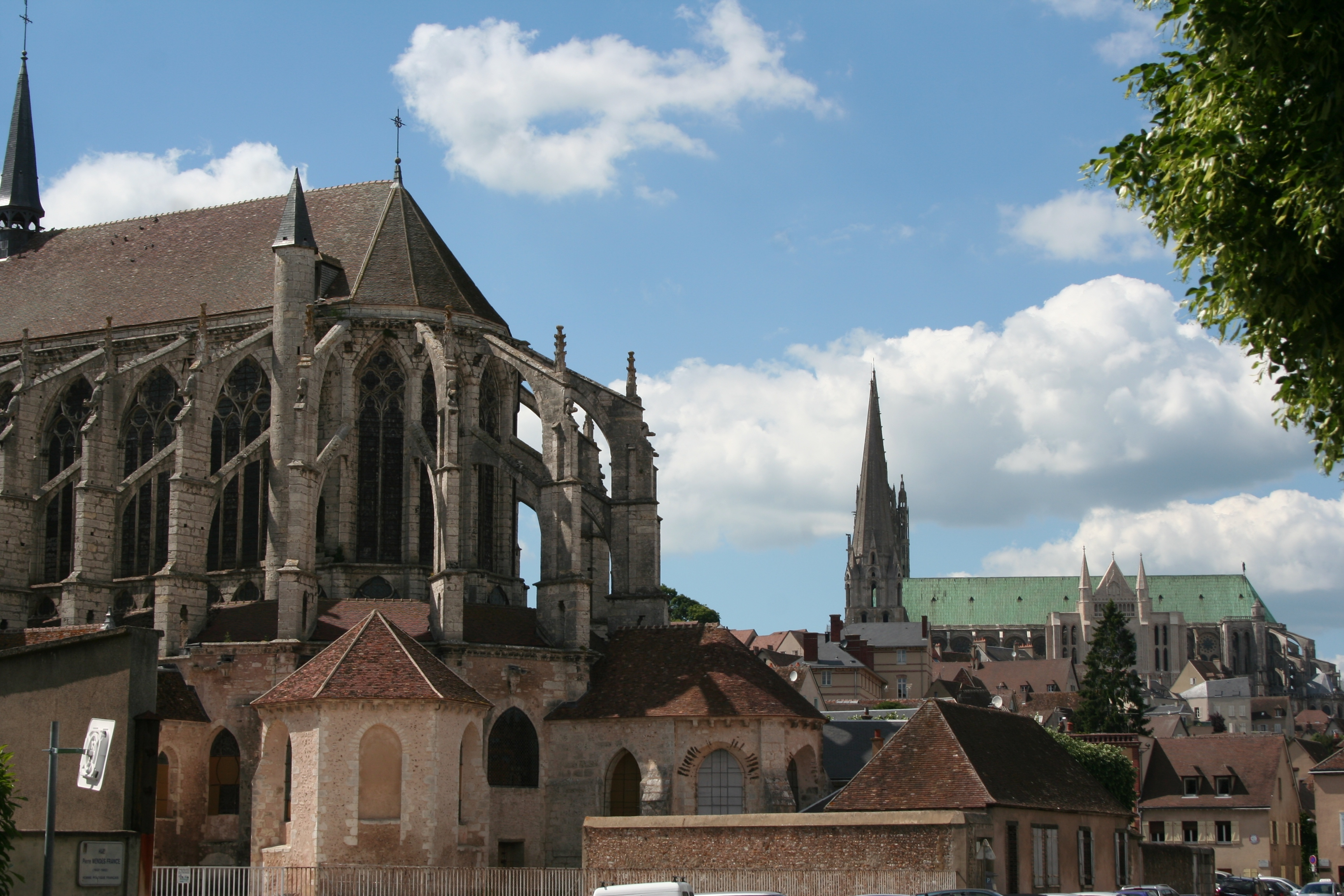
Église Saint-Pierre et cathédrale Notre-Dame de Chartres.

Cet article recense les monuments historiques de Chartres, préfecture du département français d'Eure-et-Loir, en région Centre-Val de Loire.

## Statistiques
En 1964, le centre ville de Chartres est le deuxième secteur sauvegardé en France par application de la loi Malraux, un mois après celui de Lyon,.
En 2023, Chartres compte 41 édifices comportant au moins une protection au titre des monuments historiques, soit 11 % des monuments historiques du département d'Eure-et-Loir. En 2020, Chartres est la 78e commune française comptant le plus de monuments historiques. 21 édifices comportent au moins une partie classée ; les 20 autres sont inscrits.
En sus, cinq édifices sont dotés du label Architecture contemporaine remarquable.
Le graphique suivant résume le nombre d'actes de protection par décennies (ou par année avant 1880) :

## Liste illustrée du patrimoine architectural
Les édifices suivants sont situés sur la commune de Chartres.
| Monument | Adresse                                                                                  | Coordonnées                              | Notice         | Protection                             | Date           | Illustration |
| --- | ---------------------------------------------------------------------------------------- | ---------------------------------------- | -------------- | -------------------------------------- | -------------- | --- |
| Abbaye de Saint-Père-en-Vallée (actuelle annexe du lycée Marceau)                                                    | 12, 14, 22 rue Saint-Michel 5bis boulevard de la Courtille 2bis rue Pierre-Mendès-France | 48° 26′ 37″ nord, 1° 29′ 34″ est         | « PA00096991 » | Classé Inscrit                         | 1916 1929      | Abbaye de Saint-Père-en-Vallée(actuelle annexe du lycée Marceau)                                                    |
| Ateliers Lorin | 46 rue de la Tannerie 1bis boulevard du Maréchal-Foch                                    | 48° 26′ 55″ nord, 1° 29′ 28″ est         | « PA28000006 » | Inscrit                                | 1999           | Ateliers Lorin |
| Boucherie Pinson | 4 rue du Soleil-d'Or 2 rue Henri-Garnier                                                 | 48° 26′ 47″ nord, 1° 29′ 18″ est         | « PA28000024 » | Inscrit                                | 2006           | Boucherie Pinson |
| Cathédrale Notre-Dame                                                                                                | Place de la Cathédrale                                                                   | 48° 26′ 50″ nord, 1° 29′ 15″ est         | « PA00096993 » | Classé                                 | 1862           | Cathédrale Notre-Dame                                                                                               |
| Collège Jean-Moulin (autrefois École normale d'instituteurs, puis École supérieure du Professorat et de l’Éducation) | 5 rue du Maréchal-Leclerc                                                                | 48° 26′ 28,345″ nord, 1° 28′ 37,956″ est | « ACR0000309 » | Architecture contemporaine remarquable | 2016           | Collège Jean-Moulin(autrefois École normale d'instituteurs, puis École supérieure du Professorat et de l’Éducation) |
| Collégiale Saint-André                                                                                               | Place Saint-André                                                                        | 48° 27′ 01″ nord, 1° 29′ 23″ est         | « PA00096997 » | Classé                                 | 1840           | Collégiale Saint-André                                                                                              |
| Colonne Marceau (monument à Marceau)                                                                                 | Place Marceau                                                                            | 48° 26′ 42″ nord, 1° 29′ 16″ est         | « PA28000044 » | Inscrit                                | 2017           | Colonne Marceau (monument à Marceau)                                                                                |
| Complexe Squash et Badminton                                                                                         | 12 avenue François-Mitterrand                                                            | 48° 26′ 03″ nord, 1° 30′ 30″ est         | « ACR0001867 » | Architecture contemporaine remarquable | 2023           | Image manquante Téléverser                                                                                          |
| Couvent des Cordeliers (actuel lycée Marceau)                                                                        | 12 rue Saint-Michel 2, 4 rue Jehan-Pocquet 5bis boulevard de la Courtille                | 48° 26′ 35″ nord, 1° 29′ 26″ est         | « PA00096995 » | Inscrit                                | 1979 2000      | Couvent des Cordeliers(actuel lycée Marceau)                                                                        |
| Église Saint-Aignan                                                                                                  | Place Saint-Aignan                                                                       | 48° 26′ 41″ nord, 1° 29′ 26″ est         | « PA00096996 » | Classé                                 | 1840           | Église Saint-Aignan                                                                                                 |
| Église Sainte-Foy | Rue Famin 7bis, 9 place Sainte-Foy                                                       | 48° 26′ 45″ nord, 1° 29′ 05″ est         | « PA00096998 » | Classé                                 | 1937           | Église Sainte-Foy                                                                                                   |
| Église Saint-Jean-Baptiste de Rechèvres (également label « Patrimoine du XXe siècle » » jusqu'en 2016)               | Rue de l'Espérance                                                                       | 48° 27′ 21″ nord, 1° 28′ 46″ est         | « PA28000010 » | Inscrit                                | 2002           | Église Saint-Jean-Baptiste de Rechèvres(également label « Patrimoine du XXe siècle » » jusqu'en 2016)               |
| Église Saint-Martin-au-Val (dans l'hôpital Saint-Brice)                                                              | Rue Georges-Brassens Rue de Saint-Martin-au-Val                                          | 48° 26′ 15″ nord, 1° 29′ 39″ est         | « PA00097001 » | Classé                                 | 1886           | Église Saint-Martin-au-Val(dans l'hôpital Saint-Brice)                                                              |
| Église Saint-Pierre                                                                                                  | Place Saint-Pierre                                                                       | 48° 26′ 38″ nord, 1° 29′ 34″ est         | « PA00096999 » | Classé                                 | 1840           | Église Saint-Pierre                                                                                                 |
| Enclos de Loëns | 3 rue du Cardinal-Pie                                                                    | 48° 26′ 53″ nord, 1° 29′ 12″ est         | « PA00096994 » | Classé                                 | 1862           | Enclos de Loëns |
| Gare de Chartres | Place Pierre Sémard                                                                      | 48° 26′ 54″ nord, 1° 28′ 52″ est         | « ACR0000311 » | Architecture contemporaine remarquable | 2019           | Gare de Chartres |
| Hôtel Montescot | Rue de la Mairie Rue au Lin                                                              | 48° 26′ 38″ nord, 1° 29′ 21″ est         | « PA00097002 » | Classé                                 | 1939           | Hôtel Montescot |
| Hôtel des Postes (actuelle médiathèque l'Apostrophe, également label « Patrimoine du XXe siècle » jusqu'en 2016)     | 1 boulevard Maurice-Viollette 2 rue du Général-Kœnig                                     | 48° 26′ 43″ nord, 1° 29′ 00″ est         | « PA00132560 » | Inscrit                                | 1994           | Hôtel des Postes(actuelle médiathèque l'Apostrophe, également label « Patrimoine du XXe siècle » jusqu'en 2016)     |
| Hôtel-Dieu | 34 rue du Docteur-Gabriel-Maunoury                                                       | 48° 26′ 28″ nord, 1° 28′ 52″ est         | « PA28000034 » | Inscrit                                | 2009           | Hôtel-Dieu |
| Maison Henri IV | 5 rue Chantault                                                                          | 48° 27′ 00″ nord, 1° 29′ 16″ est         | « PA00097005 » | Inscrit                                | 1924           | Maison Henri IV |
| Maison du XIIe siècle                                                                                                | 29 rue Chantault                                                                         | 48° 27′ 02″ nord, 1° 29′ 21″ est         | « PA00097006 » | Classé                                 | 1921           | Maison du XIIe siècle                                                                                               |
| Maisons canoniales                                                                                                   | 2, 4, 6 rue du Cloître-Notre-Dame                                                        | 48° 26′ 50″ nord, 1° 29′ 17″ est         | « PA28000018 » | Inscrit Classé                         | 2005 2007      | Maisons canoniales                                                                                                  |
| Maison canoniale (XIIIe siècle - Henri III)                                                                          | 7 rue du Cloître-Notre-Dame                                                              | 48° 26′ 51″ nord, 1° 29′ 13″ est         | « PA00097007 » | Classé                                 | 1911           | Maison canoniale(XIIIe siècle - Henri III)                                                                          |
| Maison canoniale | 24 rue du Cloître-Notre-Dame                                                             | 48° 26′ 52″ nord, 1° 29′ 21″ est         | « PA28000020 » | Inscrit                                | 2005           | Maison canoniale |
| Maison du XVIe siècle et porte de tripot, Inscription latine : « Hors d'ici les querelleurs »                        | 3 rue Collin-d'Harleville                                                                | 48° 26′ 47″ nord, 1° 29′ 06″ est         | « PA00097008 » | Inscrit                                | 1927           | Maison du XVIe siècle et porte de tripot, Inscription latine : « Hors d'ici les querelleurs »                       |
| Maison | 20 rue de la Porte-Morard                                                                | 48° 26′ 41″ nord, 1° 29′ 41″ est         | « PA00097012 » | Inscrit                                | 1928           | Maison |
| Maison | 15 rue Saint-Brice                                                                       | 48° 26′ 25″ nord, 1° 29′ 29″ est         | « PA28000002 » | Inscrit                                | 1997           | Maison |
| Maison | 11 rue des Vieux-Capucins                                                                | 48° 26′ 29″ nord, 1° 29′ 22″ est         | « PA00097014 » | Inscrit                                | 1976           | Image manquante Téléverser                                                                                          |
| Maison du Médecin Huvé                                                                                               | 10 rue Noël-Ballay                                                                       | 48° 26′ 44″ nord, 1° 29′ 11″ est         | « PA00097009 » | Classé                                 | 1862           | Maison du Médecin Huvé                                                                                              |
| Maison du Perron ou « le Parloir aux Bourgeois »                                                                     | 13 rue des Changes                                                                       | 48° 26′ 46″ nord, 1° 29′ 21″ est         | « PA00097004 » | Classé                                 | 1912 2006 2009 | Maison du Perronou « le Parloir aux Bourgeois »                                                                     |
| Maison Picassiette Aujourd'hui, musée Picassiette (également label « Patrimoine du XXe siècle » jusqu'en 2016)       | 22 rue du Repos                                                                          | 48° 26′ 32″ nord, 1° 30′ 25″ est         | « PA00097013 » | Classé                                 | 1983           | Maison PicassietteAujourd'hui, musée Picassiette(également label « Patrimoine du XXe siècle » jusqu'en 2016)        |
| Maison de la Reine Berthe                                                                                            | 35 rue des Écuyers                                                                       | 48° 26′ 48″ nord, 1° 29′ 26″ est         | « PA00097003 » | Classé                                 | 1889           | Maison de la Reine Berthe                                                                                           |
| Maison du Saumon (Office du Tourisme)                                                                                | 10, 12, 14 place de la Poissonnerie                                                      | 48° 26′ 49″ nord, 1° 29′ 22″ est         | « PA00097010 » | Classé                                 | 1928           | Maison du Saumon(Office du Tourisme)                                                                                |
| Maison de la Voûte                                                                                                   | 19 place du Cygne                                                                        | 48° 26′ 44″ nord, 1° 29′ 12″ est         | « PA00097011 » | Classé                                 | 1966           | Maison de la Voûte                                                                                                  |
| Ancienne maison de l'agriculture (actuelle chambre départementale d’Agriculture d’Eure-et-Loir)                      | 10 rue Dieudonné-Costes                                                                  | 48° 27′ 00″ nord, 1° 30′ 47″ est         | « ACR0000310 » | Architecture contemporaine remarquable | 2016           | Image manquante Téléverser                                                                                          |
| Monument à Noël Ballay                                                                                               | Place du Lycée Boulevard de la Courtille                                                 | 48° 26′ 32″ nord, 1° 29′ 31″ est         | « PA28000043 » | Inscrit                                | 2017           | Monument à Noël Ballay                                                                                              |
| Monument à Pasteur                                                                                                   | Rue Charles-Brune Rue Georges-Fessard                                                    | 48° 26′ 46″ nord, 1° 28′ 56″ est         | « PA28000046 » | Inscrit                                | 2017           | Monument à Pasteur                                                                                                  |
| Moulin Saint-Père | 2 impasse des Herses 2, 4 rue de la Grenouillère                                         | 48° 26′ 38″ nord, 1° 29′ 41″ est         | « PA00097015 » | Classé                                 | 1987           | Moulin Saint-Père                                                                                                   |
| Palais épiscopal et ses jardins (actuel musée des Beaux-Arts)                                                        | 20 rue du Cardinal-Pie 29, rue du Cloître-Notre-Dame                                     | 48° 26′ 56″ nord, 1° 29′ 16″ est         | « PA00097000 » | Classé                                 | 1906 1941      | Palais épiscopal et ses jardins(actuel musée des Beaux-Arts)                                                        |
| Pont Saint-Hilaire                                                                                                   | Rue du Pont-Saint-Hilaire                                                                | 48° 26′ 41″ nord, 1° 29′ 38″ est         | « PA00097016 » | Inscrit                                | 1925           | Pont Saint-Hilaire                                                                                                  |
| Porte Guillaume (vestiges)                                                                                           | rue de la Porte-Guillaume                                                                | 48° 26′ 48,959″ nord, 1° 29′ 36,665″ est | « PA00097017 » | Classé                                 | 1911           | Porte Guillaume (vestiges)                                                                                          |
| Porte du XVIe siècle                                                                                                 | 6 rue des Béguines                                                                       | 48° 26′ 41″ nord, 1° 29′ 34″ est         | « PA00097018 » | Inscrit                                | 1961           | Image manquante Téléverser                                                                                          |
| Préfecture d'Eure-et-Loir                                                                                            | 21 rue du général-Koening                                                                | 48° 26′ 45″ nord, 1° 28′ 54″ est         | « ACR0000313 » | Architecture contemporaine remarquable | 2016           | Préfecture d'Eure-et-Loir                                                                                           |
| Séminaire Saint-Charles (ancien) Actuel tribunal judiciaire Archives départementales (1908-2006)                     | 11 rue du Cardinal-Pie                                                                   | 48° 26′ 57″ nord, 1° 29′ 15″ est         | « PA00096992 » | Inscrit                                | 1941           | Séminaire Saint-Charles (ancien)Actuel tribunal judiciaireArchives départementales (1908-2006)                      |
| Statue de Marceau | Place des Épars                                                                          | 48° 26′ 39″ nord, 1° 29′ 00″ est         | « PA28000045 » | Inscrit                                | 2017           | Statue de Marceau                                                                                                   |
| Théâtre municipal | Boulevard Chasles Place de Ravenne                                                       | 48° 26′ 33″ nord, 1° 29′ 08″ est         | « PA00097019 » | Inscrit                                | 1984           | Théâtre municipal                                                                                                   |

## Objets classés ou inscrits en tant que monuments historiques
Fin 2023, Chartres compte 219 objets monuments historiques, la plupart conservés dans des édifices eux-mêmes monuments historiques ; 202 objets sont classés et 17 inscrits.
Une très grande majorité de ces objets, 140 soit 64 %, sont abrités dans la cathédrale Notre-Dame. L'église Saint-Pierre en conserve 20 (9 %), la préfecture d'Eure-et-Loir 18 (8 %), le musée des Beaux-Arts 16 (7 %) et l'église Sain-Aignan 11 (5 %). Les archives départementales, l'église Saint-Martin-au-val, l'hôtel-Dieu, le lycée Marceau et l'hôtel de ville, en disposent respectivement de 8, 2, 2, 1 et 1. 